# Nikkei Fest
O Nikkei Fest é um evento da cultura japonesa realizado no município brasileiro de Presidente Prudente, estado de São Paulo. É realizado anualmente em Maio e reúne mais de 30 mil pessoas, tornando-se um importante evento da cidade e a maior festa de temática japonesa no interior paulista.
São 3 dias de atividades, entretenimento, exposições e workshops, que promovem e divulgam a cultura, a arte, a música, o folclore, as tradições e a culinária do Japão. Há também o concurso “Garota Nikkei Fest”.
Nesse ano, 2012, são esperados mais de 60 mil pessoas no Sushi Fest.
Em 2018, o evento comemorou a sua 10ª edição e os 110 anos da imigração japonesa no Brasil.